# 诺赫恩
诺赫恩是德国莱茵兰-普法尔茨州的一个市镇。总面积7.11平方公里，总人口525人，其中男性269人，女性256人（2011年12月31日），人口密度74人/平方公里。